# La Conspiración de Acuario
La conspiración de Acuario es un superventas del género ensayo de la escritora y poetisa norteamericana Marilyn Ferguson (1938-2008) que trata ampliamente sobre el cambio de era, las últimas teorías sobre la realidad, inteligencia, educación, política, redes y sanidad en un contexto comparativo entre el nuevo y el antiguo paradigma. Publicado en los años 80, vendió más de medio millón de ejemplares y fue traducido a 8 idiomas, siendo un texto clave para entender la nueva era.
En un primer momento, La Conspiración de Acuario fue un informe secreto encargado al Instituto de Investigación de Stanford por el gobierno de EE. UU.[cita requerida]

## Desarrollo
Para comprender bien la magnitud de la conspiración es preciso conocer autores y obras concretas. Se trata de una motivación o inquietud interna íntima, la vocación (literalmente llamada), la cual nos empuja a ser y estar de modo más afín a nuestro entorno. Para hacer la idea inteligible, podemos imaginar gentes de diferentes países del planeta, luchando por unas sociedades más avanzadas, virtuosas, con mayor armonía entre sus miembros, como si fuéramos parte de un único organismo, cuyas células colaboran para hacer las funciones concretas. A través de cursos, conferencias, redes profesionales y sociales por internet, estas personas se conocen, intercambian información, contactos, de modo que amplían su perspectiva y conocimiento.

## El nuevo paradigma respecto a política y poder
Afirma que hay problemas que sólo pueden ser resueltos con reconciliación, colaboración y descentralización, evitando la confrontación y polaridades políticas.
| Antiguo paradigma: concepciones respecto del poder y la política                                | Nuevo paradigma: concepciones respecto del poder y la política |
| ----------------------------------------------------------------------------------------------- | --- |
| Énfasis en los programas, manifiestos y objetivos                                               | Énfasis en una nueva perspectiva. Rechazo a programas rígidos. |
| Cambios impuestos por la autoridad cedida                                                       | El cambio emana del consenso inspirado por líderes. |
| Centraliza la ayuda y los servicios institucionalmente                                          | Fomenta la ayuda individual y voluntaria como complemento del papel gubernamental. Fomenta las redes de autoayuda y ayuda mutua.                                        |
| Tiende al gobierno central fuerte                                                               | Favorece la descentralización del poder gubernamental: distribución horizontal del poder y el conocimiento. Gobierno concebido como "administrador central".            |
| Poder sobre otros o contra otros. Opciones: ganar o perder.                                     | Poder con los demás. Opciones: ganar o ganar. |
| Gobierno como institución monolítica (estática).                                                | Gobierno como consenso de individuos maduros, sujeto al cambio (dinámico).                                                                                              |
| Respeto a la ética y moral adquiridos. Ejercicio del poder mediante representantes.             | Respeto por la autonomía individual. |
| Modelo puramente masculino, racional y lineal.                                                  | Fusión de principios racionales e intuitivos. Aprecia la no linealidad y los sistemas dinámicos.                                                                        |
| Dirigentes agresivos, seguidores pasivos.                                                       | Líderes y seguidores implicados en una relación dinámica de mutua influencia.                                                                                           |
| Orientado en función de los partidos políticos.                                                 | Orientado en función de la perspectiva holística de la realidad. |
| O pragmático o visionario.                                                                      | Pragmático y visionario. |
| Énfasis en la libertad con respecto a determinadas injerencias.                                 | Énfasis en la libertad para toda actividad creativa, positiva, y para toda forma de autoexpresión y autoconocimiento.                                                   |
| Gobierno como represor disciplinario, como padre benévolo.                                      | Gobierno para fomentar el crecimiento, creatividad, cooperación, transformación y sinergia.                                                                             |
| Polaridad política: izquierda y derecha enfrentados.                                            | Superación de polaridades y antiguos conflictos. Síntesis. |
| Ser humano como conquistador de la naturaleza y sus recursos.                                   | Ser humano como copartícipe en la naturaleza. Conservación del equilibrio natural.                                                                                      |
| Acento en reformas exteriores impuestas.                                                        | Acento en la necesidad de transformación individual como condición inherente al éxito de cualquier reforma.                                                             |
| Programas de actuaciones a corto-medio plazo o con financiación diferida.                       | Previsión de repercusiones a largo plazo, énfasis en la ética y la flexibilidad.                                                                                        |
| Instituciones y actuaciones fijos: mecánicos.                                                   | Fomento de la experimentación. Instituciones y actuaciones flexibles: orgánicos. Evaluación frecuente, comisiones provisionales específicas, programas autogestionados. |
| Elección entre intereses individuales o comunitarios.                                           | Rechaza plantear esa elección. Reciprocidad entre todos los intereses que son el mismo.                                                                                 |
| Aprecio de la adaptación y el conformismo.                                                      | Pluralismo, cuestionamiento, innovación. |
| Compartimenta o fragmenta los aspectos de la experiencia humana en todos los sentidos posibles. | Fomenta la interdisciplinariedad, el holismo, la integración. Interrelación orgánica entre diversos órganos del gobierno. Conexión, interfecundación.                   |
| Modelado acorde a la visión newtoniana y mecanicista el universo. Atomista.                     | Fluido. Es el correlato en política de la física moderna. |

## El nuevo paradigma con respecto a la Medicina
En medicina alopática, está relacionado con el concepto salud 2.0.
| Antiguo paradigma: concepciones con respecto a la medicina                                                       | Nuevo paradigma: concepciones con respecto a la medicina |
| --- | --- |
| Tratamiento de los síntomas                                                                                      | Además de tratar síntomas muestra interés por detectar pautas y causas                                                                                                 |
| Especialización, fragmentación del conocimiento                                                                  | Integración, interés por la totalidad del paciente |
| Énfasis en la eficacia                                                                                           | Énfasis en los valores humanos |
| Neutralidad emocional del profesional                                                                            | La actitud del profesional es un factor más de curación |
| El dolor y la enfermedad son culturalmente negativos                                                             | El dolor y la enfermedad son fuentes de información sobre el conflicto y desarmonía del paciente                                                                       |
| Intervención principal: medicamentos químicos e intervenciones quirúrgicas (muy agresivos)                       | Intervención mínima de la tecnología adecuada complementada con un arsenal de técnicas no invasoras (psicoterapias, dietas, ejercicio, medicina preventiva)            |
| Concepto cartesiano de cuerpo, considerado como una máquina en mejor o peor estado                               | Cuerpo considerado como un sistema dinámico dentro de un contexto o como un campo energético dentro de otros                                                           |
| Enfermedades y obstáculos vistos como cosas, entidades, estados                                                  | Enfermedades y obstáculos vistos como procesos |
| Preocupación por eliminar o minimizar los síntomas de la enfermedad                                              | Dedicación por alcanzar el máximo bienestar: la meta-salud |
| El paciente depende de su sanador                                                                                | El paciente tiende a la autonomía |
| La autoridad del profesional es reconocida por el paciente                                                       | El profesional es un compañero terapéutico |
| Cuerpo y mente están separados. Las enfermedades psicosomáticas, que son mentales, corresponden a la psiquiatría | Continuo cuerpo-mente. La enfermedad psicosomática entra en el campo de todos los profesionales de la salud                                                            |
| Mente como factor secundario de las enfermedades orgánicas                                                       | La mente es un factor primario o equivalente a los demás en toda enfermedad                                                                                            |
| El efecto placebo demuestra el poder de la sugestión                                                             | Dicho efecto demuestra el poder de la mente sobre el cuerpo-mente y su curación                                                                                        |
| Confianza en la información cuantitativa (diagramas, pruebas, datos)                                             | Confianza en la información cualitativa, que abarca las informaciones aportadas por el paciente y la intuición del profesional; los datos cuantitativos son auxiliares |
| La prevención se centra exclusivamente en lo exterior: vitaminas, descanso, inmunización, no fumar               | Prevención coextendida hacia la totalidad: trabajo, relaciones, expectativas, unidad cuerpo-mente-espíritu                                                             |